# Plancy
Plancy era una comuna francesa que estaba situada en el departamento de Aube, de la región de Gran Este, que en 1969 se fusionó con la comuna de L'Abbaye-sous-Plancy, formando la nueva comuna de Plancy-l'Abbaye.

## Demografía
| Gráfica de evolución demográfica de Plancy entre 1793 y 1968 |
|                                                              |
| Datos según el nomenclátor publicado por la EHESS/Cassini.   |